# 共質體途徑

原生質體外路徑和原生質體內路徑

共質體途徑（symplast pathway）是植物的根吸收水和無機鹽的一種方式，與質體外途徑相對。水及離子透過根毛細胞膜上的小通道進入植物體內，再透過細胞與細胞間的小孔道原生質絲，經由皮層、內皮層及周鞘進入根內部木質部的導管細胞，此種運送途徑稱為共質體運輸（symplast transport）。
共質體運輸經過細胞膜要消耗能量，運用主動運輸。在運送途中，有些水及離子可以輸入液胞貯存，有些從液胞輸出。而採用質體外途徑運輸的物質透過細胞壁運輸，會被內皮層的卡氏帶所阻，被迫改以共質體途徑穿透細胞膜後才能抵達周鞘，進而進入維管束中的木質部。

## 研究歷史
共質體途徑最早於1879年由原生質絲的發現者Eduard Tangl發現，共質體（symplast）之名則是1880年由德國植物學家约翰内斯·馮·汉施坦所取。共質體與質外體相對的概念於1930年由德國植物學家恩斯特·閔希所採用。